# Luca Moretti
Luca Moretti (Ancona, 17 novembre 1962) è un allenatore di pallavolo ed ex pallavolista italiano.

## Carriera

### Giocatore
Esordì come schiacciatore in Serie B1 con la Carifano Fano, per passare poi in A2 con la Smalvic Castelferretti nel 1985-86. Nel 1990-91 ottenne con la Soliman Città di Castello l'accesso alla Final Four di Coppa Italia e la promozione in A1, che andò ad aggiungersi a quella già guadagnata nel 1988 con l'Ipersidis Jesi, in B1.
Particolarmente fortunato fu il triennio alla Sisley Treviso, con cui, tra il 1993 e il 1995 vinse una Coppa Italia, una Coppa CEV, una Coppa delle Coppe, una Coppa dei Campioni, una Supercoppa Europea e il campionato 1993-94. Dopo un'esperienza in Francia con lo Strasburgo, ritorno in A1 al termine della sua carriera, adattandosi al ruolo di libero per Cosmogas Forlì e European Padova.

### Allenatore
All'esordio da allenatore, nel 2003-04, portò la debuttante Brill Rover Südtirol Bolzano a sfiorare la promozione in Serie A1 (sfumata dopo le finali play-off con la Tonno Callipo Vibo Valentia) e vinse il Premio "Costa-Anderlini" come miglior allenatore della serie A2. Allenò poi in B1 la Zinella Bologna e infine in A2 l'Esse-Ti Carilo Loreto, con cui ha conquistato la promozione in A1 al termine del campionato 2008-09, rivincendo nello stesso anno il Premio "Costa-Anderlini" come miglior allenatore della Serie A2.
Nella stagione 2011-12 ha allenato in Volley Milano in Serie A2.